# El País
El País (hiszp. kraj) – hiszpański dziennik poranny, wydawany od 4 maja 1976 w Madrycie, od 1982 także w Barcelonie. Jest własnością konglomeratu Grupo Prisa. Sam siebie określa jako „Niezależna gazeta codzienna” (hiszp. Diario independiente de la mañana). Ma oddziały w głównych miastach Hiszpanii, które tworzą lokalne edycje. Jest to obecnie największy dziennik w Hiszpanii, o nakładzie ok. 400 tys. egz. (niedzielne wydanie osiąga ponad 1 mln).
Został założony zaraz po śmierci Francisco Franco, jako organ sił reformatorskich, propagujących idee demokracji i parlamentaryzmu. W 1989 roku podjął współpracę z włoską gazetą „La Repubblica” i francuską „Le Monde”. Politycznie jest związany z socjaldemokratyczną Hiszpańską Socjalistyczną Partią Robotniczą.
Znany jest z licznych publikacji na temat nastrojów w Europie, znacznej ilości wiadomości ze świata, kultury i ekonomii. „El País” charakteryzuje się również wyważoną proporcją estetyki do treści. Strony są podzielone na 5 kolumn, zaś w gazecie istnieje jasny podział gatunków prasowych.

## Historia
„El País” został założony przez José Ortegę Spottorno i wyszedł na światło dzienne 4 maja 1976 roku, 6 miesięcy po śmierci dyktatora Francisco Franco, na początku przemian w Hiszpanii. Pojawienie się nowego dziennika na rynku spowodowało rewolucję na krajowym rynku mediowym. Gazeta stała się głównym orędownikiem przemian demokratycznych i proeuropejskiej orientacji polityki hiszpańskiej, podczas gdy pozostałe dzienniki ciągle zmieniały swoje poglądy. „El País” zajął swoistą niszę na rynku – stał się dziennikiem Hiszpanii demokratycznej i antyfrankistowskiej. Jego pierwszym redaktorem naczelnym był sprawujący tę funkcję do 1988 roku Juan Luis Cebrián.
Za projekt szaty graficznej pierwszego numeru odpowiadali hiszpański dziennikarz Julio Alonso i niemiecki projektant Reinhard Gäde. Reklama głosiła: Gazeta dla ludzi, którzy myślą. Pod nagłówkiem widniał napis: Diario independiente de la mañana (niezależna gazeta codzienna). Miała wygląd, którego Hiszpania dotąd nie znała. Była pierwszym w tym kraju tabloidem, wzorowanym na czasopismach z Wielkiej Brytanii i Stanów Zjednoczonych. José Ortega Spottorno napisał program, według którego „El País” i jego dziennikarze mieli pracować. Te zasady obowiązują po dziś dzień i są zapisane w statucie gazety. Jego głównym założeniem było: “Stworzyć demokratyczną, tolerancyjną, otwartą i europejską gazetę, która byłaby zgodna z dobrą tradycją „El Imparcial” i „El Sol”, z którymi związani byli jego przodkowie”.
W czasie wojskowego zamachu stanu 23 lutego 1981, nazywanego często 23-F, którego inicjatorem był Antonio Tejero, a którego przyczyną była legalizacja w Hiszpanii partii komunistycznej, „El País” wypuścił na ulice specjalną edycję swego pisma, zatytułowaną El País z Konstytucją (hiszp. El País, con la Constitución). Było to pierwsze źródło pisane, które poinformowało o tych wydarzeniach.
W połowie lat dziewięćdziesiątych dwudziestego wieku, „El País” był drugim czasopismem w Hiszpanii, które zaoferowało swym czytelnikom edycję elektroniczną, dostępną w sieci Internet.